# سومولائيل
سومولائيل هو ثاني ملوك سلالة بابل الأولى بعد سومو ابوم واستمر حكمه من سنة 1817-1881 ق م وخلفه في الحكم ابنه سابيوم.
سومو-أبوم قبله، الذي لا تربطه به علاقات عائلية. كلاهما يمكن أن يكونا معاصرين في الواقع، ويبدو أن سومو-أبوم كان له التفوق على سومو لا إيل. هذا الأخير هو في أي حال جد الملوك بعد السلالة البابلية amorrite، ويمكن بالتالي اعتبار المؤسس الحقيقي لها.
سومولائيل عاصر العديد من ملوك بلاد ما بين النهرين والأسر الحاكمة. أما بالنسبة للجنوب، فيبدو أنه كان على العرش في نفس الوقت الذي كان فيه بنيامين سين كاشيد الذي أعلن نفسه ملكاً لأوروك وأمنانوم. ويبدو أن قبائل بنيامينيت أخرى موجودة في جنوب بابل. ويشهد أن ملك كيش، مانانا، حكم في العام 6 من سومو لائيل. غير أن سلالة كيش هذه غير مستقرة للغاية لأن العديد من الملوك يشهدون على فترات قصيرة للغاية. ملك ماراد، سومو-نومهيم، تابع للبابليين. إلى الشمال، يبدو أن سومو لائيل معاصر لثلاثة ملوك سيبار الملقين بانوتاهتون-إيل وإيلوما-إيلا وإيمروم. هذه السلالة المحلية لا تبدو مستقرة جداً.
في ظل سومو لائيل، يبدو أن بابل تربطها علاقات مع سيبار كما يتضح من اكتشاف المبيعات البالية بين حكام الدولتين. تقوم سومو لائيل أيضاً بإعادة بناء ستة قلاع من بابل، بما في ذلك ديميتي إنليل، وهو موقع يقع في شمال بابل. في الجيش، شن حملتين ضد كيش في العام 12 و 18 من عهده في كل مرة مما أدى إلى تدمير المدينة. في نهاية عهده، تمكن من التغلب على مدن كازالو، هالامبو، كيش، كوتا، أنزكار وبارزي.
وهو يربط ابنه سابيوم بسلطته، وهذا الأخير يخلفه في موته بعد فترة حكم طويلة عززت الإمارة البابلية الصغيرة.